# Pericles Ksidias

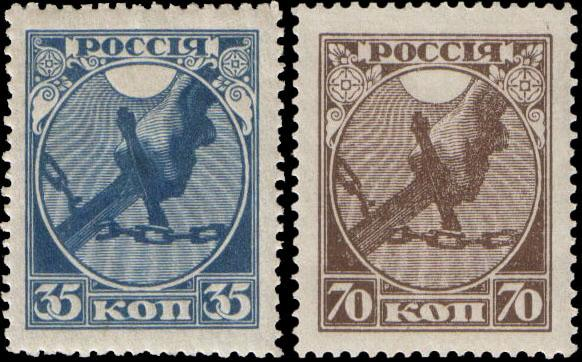
Primeros sellos de la RSFS de Rusia de 1918 grabado por P. Ksidias.

Pericles Spiridonovich Ksidias (Xidias, en ruso: Перикл Спиридонович Ксидиас; 13 de julio de 1872 - 1942) fue ruso soviético pintor, artista gráfico, grabador.

## Biografía
Pericles Ksidias nació el 13 de julio de 1872. Desde 1889 a 1893 estudió en la Academia Imperial de las Artes, como estudiante de Ivan Pozhalostin. En 1891 obtiene la segunda y primeras medallas de primera clase. En 1897 por el grabado “Retrato de A. F. Kokorinov” fue honrado con el título de artista. En 1906 Pericles Ksidias obtuvo el título de académico.

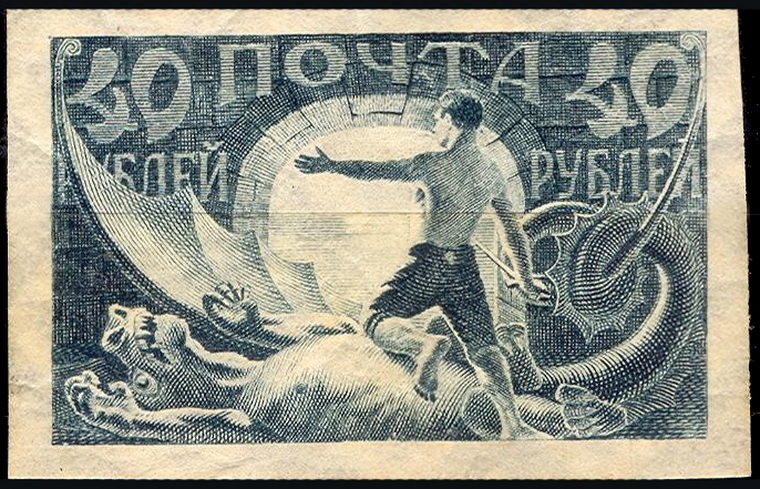
Proletario liberado grabado por P. Ksidias. RSFS de Rusia, 1921.

Ksidias trabajó en el Goznak. Grabó las imágenes en las monedas, sellos postales, incluyendo las primeras estampillas de la RSFS de Rusia “La mano con la espada, cortar la cadena” emitido en 1918.
Los trabajos de Ksidias se exponen en la exhibición de primavera en la Academia de las Artes, donde era miembro de la Sociedad Arjip Kuindzhi.